# 12415 Wakatatakayo
12415 Wakatatakayo (tên chỉ định: 1995 SW52) là một tiểu hành tinh vành đai chính. Nó được phát hiện bởi Kin Endate và Kazuro Watanabe ở Đài thiên văn Kitami ở Hokkaidō, Nhật Bản, ngày 22 tháng 9 năm 1995. Nó được đặt theo tên Takayo Wakata, mother of the Japanese astronaut Koichi Wakata.